# Az Antarktisz jege
Az Antarktisz felületének 95%-át jég borítja, sőt túlnő a partjain is. A tenger felől nézve a legtöbb helyen 20-40 méteres jégfalak határolják a kontinenst, de nem mindig lehet tudni, hogy a jég alatt valóban szárazföld van, vagy csak az előrenyúló jégnyelv látszik.
A Déli-sarkvidék jege kétféle, származása szerint. Egyik fajtája a szárazföldi vagy belföldi jég, ami édesvizet tartalmaz. Ez atmoszferikus eredetű, ami valamikor hó formájában hullott a kontinensre, majd kemény jéggé alakult. A másik fajta sós jég, mert a tenger vizéből keletkezett. Ezt nevezik parti jégnek.

## Szárazföldi jég

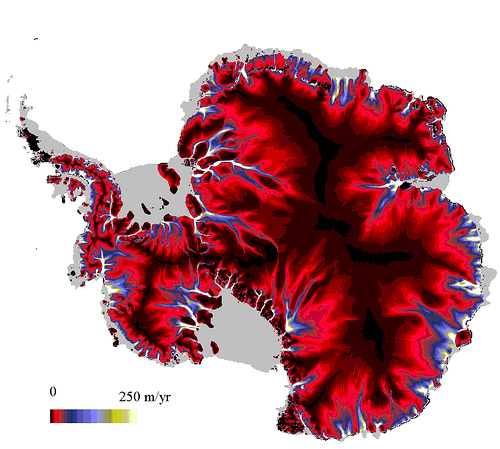
A jégfolyamok mozgásának sebessége

Az Antarktisz belsejében található jég hóból származik, emiatt réteges szerkezetű. Az egyenetlen domborzat miatt a vastagága is eltérő. A legvastagabb jégtömegek a szerkezeti mélyedéseket temették el. A Byrd-medencében 4 km-t is meghaladó jégvastagságot mértek. Kelet-Antarktiszt is összefüggő jégmező borítja, a Vosztok kutatóállomás alatt 3700 méter a jég vastagsága, a Megközelíthetetlenség Pólusán pedig 2957 méter.
A jég átlagos vastagsága megközelítőleg 2000-2200 méter. Az antarktiszi jég térfogatát kb. 29 millió km³-re becsülik. Összehasonlításképpen Grönlandon csupán 2,6 millió km³ jég van, az Alpokban pedig az összes gleccser össztömege 290 km³.
|                                                        | terület (106 km²) | térfogat (106 km³) | tömeg (1015 tonna) | közepes vastagság (km) |
| ------------------------------------------------------ | ----------------- | ------------------ | ------------------ | ---------------------- |
| Antarktisz (belföldi jég + selfjég)                    | 13,6              | 28,2               | 25,4               | 2,2                    |
| Grönland                                               | 1,7               | 2,7                | 2,4                | 1,6                    |
| Arktikus szigetek                                      | 0,35              | 0,2                | 0,2                | 0,6                    |
| Sarki területeken kívüli hegyvidéki és platógleccserek | 0,23              | 0,04               | 0,04               | 0,25                   |
| Föld összesen                                          | 15,9              | 31,1               | 28,0               | 2,1                    |

Az Antarktiszi jégmező kiterjedése kb. 13,3 millió km², míg az Északi-sarkot, a környező szigetvilágot és kontinensperemeket együttvéve is csupán 2,1 millió km²-nyi jég borítja.
A jég alól itt-ott előbukkan egy-egy eltemetett hegység csúcsa. Ezeket a magányos sziklaormokat az inuit nyelvből származó szóval nunataknak nevezik.
A belföldi jégnek két fő formája van, a gleccser és a jégtakaró.

### Gleccser
A gleccser vagy jégár magas hegységekből ereszkedik le egy maga vágta völgyben. Nagy esésű, zuhatagos, megfagyott folyóhoz hasonlítható. Ilyen gleccserek elsősorban a Transzantarktiszi-hegység gleccserei, amik Kelet-Antarktisz felől ereszkednek le a Ross-selfjégre és a Ross-tengerbe. Közülük a Beardmore-gleccser nagyobb, mint az Északi-félteke legnagyobb gleccsere, az alaszkai Malaspina, ami 120 km hosszú. De maga a Beardmore is csak egyike a sok 100–200 km hosszú antarktiszi jégárnak. Ezek a gleccserek nemcsak a hegyekből, de az egész kontinens pereméről is aláereszkednek, minden irányban.
Antarktisz és így az egész Föld legnagyobb gleccsere a Lambert-gleccser, ami a Prince Charles-hegység és az Amerikai-magasföld között "folyik". Hossza legalább 400 km, de a mellékágai is 100–200 km hosszúak. A gleccsert ausztrál repülősök fedezték fel 1956-57-ben.
A gleccsereknek több típusa van, és ezek többsége az Antarktiszon is előfordul. A legjellemzőbb az áttörő gleccser, ami a belső jégfelhalmozódásokból származik, és szinte átcsordul a hegyek peremén. Ebbe a csoportba tartozik a Scott-, Amundsen-, Shackleton-, Beardmore- és Nimrod-gleccser.
A függőgleccserek a meredek hegylejtőkön fordulnak elő, szinte lógnak a sziklákon.
A holtjég elszigetelődött maradványa egy hajdanvolt gleccsernek.
A hegylábi vagy piedmont-gleccserek a hegység előtti lapos területeken keletkeznek a hegyekből érkező gleccserek összenövéseként, ilyenek főként a Ross-tenger nyugati partján találhatóak, például a Wilson-gleccser.
A gleccserek egyre csúsznak a tenger felé, sebességük elérheti a napi több métert is. Hess mérése szerint a Beardmore-gleccser naponta 5 métert mozog, egy év alatt tehát ez a jégár 2 kilométernyi utat tesz meg.

### Jégtakarók
A jégtakarók a lapos térségeket borítják, akár 4000 métert is meghaladó vastagságban. A legnagyobb összefüggő jégtakaró a Kelet-Antarktiszt fedő, ami alól csak az elvékonyodott peremeken bukkannak elő a nunatakok. Ez a jégtakaró akkora, hogy befedhetné egész Európát.
A jégtakarók sem mozdulatlanok, hanem lassan csúsznak a kontinentális kőzettalapzaton a tenger felé, de a domborzattól függően vannak más irányba, befelé irányuló mozgások is. A jégtakarók mozgásának a sebessége jóval kisebb a gleccserénél. A Gauss-hegy közelében a jégtakaró naponta 40 centiméterrel halad előre, míg a jégárak akár több métert is mozoghatnak egy nap alatt.
A Wilkes-föld partjain a jégtakaróban belső gleccserek alakultak ki, amik egy viszonylag keskeny sávban gyorsabban mozognak, és nyelv alakban végződnek. Eddig még nem sikerült tisztázni, mi okozza a jégtakaró-gleccserek kialakulását.
A gleccserek és a jégtakarók egyben a kontinens fő közlekedési útvonalai is, bár igen veszélyes útvonalak. Főleg a gleccsereken való mászás okoz nehézséget, mivel ahol megnő a meder esése, ott a jégáron haránttörések keletkeznek. Ezek a gleccserszakadékok gyakran friss szélfútta hóval vannak betakarva, így észrevehetetlenné válnak. Sokan életüket vesztették már bennük.
A jégtakaró felszíne nem egyenletes. A keményebb felületeken a szél hatására hódűnék keletkeznek, amiket szasztrugáknak neveznek (orosz szó). A hosszú, elnyúló, párhuzamos sáncokat alkotó szasztrugák magassága 1-2 méter. Kelet-Antarktiszon a parttól 150–300 km távolságban a legfejlettebbek. Ahogy haladunk a kontinens belseje felé, úgy csökken a magasságuk, a Vosztok kutatóállomás térségében, ami 1400 km-re van a parttól, a magasságuk mindössze 30-40 centiméter.
A jégtakaró felső részében a jég hőmérséklete nagyjából azonos a levegő középhőmérsékletével, évszakos ingadozásokat 12-15 méteres mélységig figyeltek meg. Ettől mélyebben a jég hőmérséklete előbb csökken, majd nőni kezd. A Mirnij kutatóállomáson a jég felszíne éves átlagban -12 °C, 170 m mélyen -14,4 °C, egy 352 méteres fúrás során -9,6 °C-ot mértek. Úgy feltételezik, hogy a jégtakaró legalsó részén a jég hőmérséklete az adott nyomásviszonyok mellett már közel van az olvadásponthoz, de ezt az elképzelést a vizsgálatok csak részben igazolták. A parttól 700 km-re lévő Byrd kutatóállomáson a felszíni jég hőmérséklete -28 °C, míg 300 méter mélyen -28,5 °C. Azonban nem szabad figyelmen kívül hagyni, hogy a jég átlagos vastagsága 2000-2200 méter.

### Selfjég

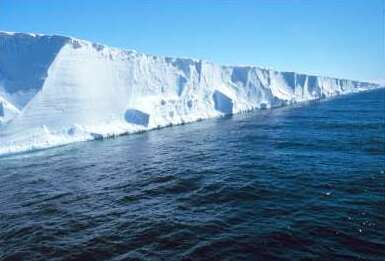
A Ross-selfjég

A gleccserek és a jégtakarók a mozgásuk során nem állnak meg a tengerparton, hanem folytatják a mozgásukat a tenger alatti kontinentális alapzaton, a selfen is. Kiszorítják onnan a tenger vizét, és ezzel mondhatni megnövelik a kontinens méretét. Ezért sem lehet pontosan ismerni a szárazföld nagyságát, mert a jégmezők miatt nem lehet tudni, hol van a kőzettömeg és a víz tengerszintbeli vonala. A jégtakaró kiterjedése is változó, hol mélyebben nyomul előre a selfen, hol kevésbé. Az ilyen kontinentális alapzaton elhelyezkedő jeget hívjuk selfjégnek.
A selfre kifutó jégtakarók és gleccserek a parttól távolodva a kontinentális talapzattól is elválnak, így a nagyobb selfjegek már a tenger felszínén úsznak. Különösen a Wilkes-föld partvidékére jellemző, hogy a selfjegek olykor 100 kilométert is meghaladóan benyúlnak a tengerbe, és látszólagos félszigetet alkotnak (pl. Dibble-, May-, Dalton-tengeri gleccsernyelvek)
A legnagyobb selfjegek a kontinens tekintélyesebb öbleiben alakultak ki. A legnagyobb a Ross-selfjég, kiterjedése kb. 500 ezer km². Ez egy egyenletes jégsíkság, aminek a magassága csak 50-70 méter. a tengerre néző jégfal 800 km hosszú és 20-50 méter magas. Néhány "dudor" akad csak rajta, amit az alapkőzet felmagasodása okoz. Ilyen a Roosevelt-sziget, aminek az alapkőzete 240 méter magas és ezen még mintegy 750 méter jég található. Ez és a többi sziget az oka annak, hogy a Ross-selfjég helyhez kötött, így az állandóan kitölti a medencét. Természetesen a Ross-selfjég is mozog, évente mintegy 400-500 méter sebességgel, amire további bizonyíték a Little America állomások esete.
1929-30-ban a Byrd-expedíció a Ross-selfjégen állította fel bázisát, amit Little Americának neveztek el. Ezt a következő évben eltemette a hó, így az újabb állomásokat e fölé építették, 1934-ben a Little America II-t, 1939-ben a III-at, 1954-ben a IV-et. Ez idő alatt a selfjégről hatalmas táblák váltak le, és a jég mozgása miatt az állomások egyre közelebb kerültek a tengerhez. Ezért az 1957-es nemzetközi geofizikai év alkalmából az V. állomást már a parttól 60 kilométerrel távolabb rendezték be. Épp idejében, mert egy hatalmas repedés éppen a régi állomások helyén szakította ketté a jeget. Az ekkor levált és elúszott jéghegyet 1963-ban a partoktól 500 kilométerre látták a Ross-tengerben. A tetejéből antennák álltak ki, oldalában pedig kettévágott lakószobák látszottak.

### Jéghegyek

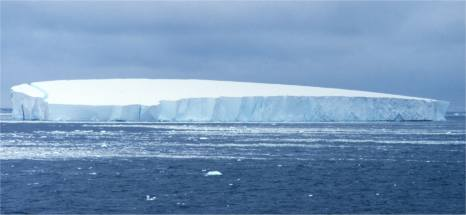
Tábla-jéghegy

A jéghegyek a selfjég pusztulásával jönnek létre. A selfjég pusztulása két tényező miatt történik meg. Az egyik, hogy a melegebb tengervíz felolvasztja az alsóbb részét, azonban ezt a hatást ellensúlyozza, hogy a felszínén a friss hóból újabb és újabb rétegek rakódnak rá. A másik tényező a feldarabolódás és a meleg tengerekre való elszállítódás.
A szárazföldi jég még a parton feltöredezik, ha meredek partokról ereszkedik le a tengerre. Ahogy a jég a tengerbe ér, a víz felhajtóereje a kezdeti törések mentén végleg letöri a gleccsernyelv egy-egy nagyobb tömbjét. Ezt a folyamatot hívják a gleccser borjadzásának, az eredménye pedig a tengeren úszó jéghegy. Egy gleccsernyelvből évente akár több szabálytalan alakú jéghegy is születhet.
A selfjegek feldarabolódása, amik több száz kilométeres, egyenletes jégmezők, azonban már nem magyarázható így. Ezekre több különféle irányú hatás hat, és ez darabolja fel őket. Szerepet játszhat továbbá a tenger szintbeli mozgása, azaz az apály és a dagály váltakozásai, és esetenként a talpazat szeizmikus jelenségeivel összefüggő szökőár. A selfjégmezőkből olykor 100 kilométernél is hosszabb, azaz Balaton-méretű darabok is leszakadhatnak. Az ilyen tábla-jéghegyek az Északi-sarkvidéken nem léteznek, csak az Antarktiszon.
A tábla-jéghegyek felülete kezdetben lapos, és akár több száz, sőt néha több ezer négyzetkilométer is lehet a kiterjedésük. Függőleges falaik 20-40 méterre emelkednek ki a vízből, de ez csak a jéghegy teljes tömegének csak egyhatoda-egykilencede. Ez az érték azért eltérő egyes jéghegyek esetében, mert a jéghegy nem csak tiszta vízből áll, hanem meghatározhatatlan mennyiségű különféle kőzetanyag is van benne, amit a szárazföldi mozgása során szedett fel. A sűrűségük is eltérő, származásuktól és keletkezésüktől függően több-kevesebb levegőt is tartalmaznak, főleg a felső részeikben. Középértéknek elfogadható, hogy a jéghegyek tömege 10-20%-kal könnyebb a tengerek vizénél, így egy közepes vastagságú tábla-jéghegy víz alatti része 150-200 méter hosszú.
Gyakran előfordul, hogy a leszakadt jéghegy fennakad a self egyik sziklazátonyán. Az ilyen jéghegyet hívják fürdőző jéghegynek. Akár több évig is fürödhet egy helyben, belefagyva a környezetébe mindaddig, amíg a talpa annyira le nem olvad, hogy el tudjon úszni.
Az Antarktiszt körbevevő tengerek áramlásaiba került jéghegyek útjuk során akár többször is megkerülhetik a kontinenst, de melegebb tájakra is elúszhatnak, míg végleg fel nem olvadnak. A jéghegy tömegét egyaránt apasztja a Nap sugárzása, az eső és a hullámverés. Az olvadás és a feldarabolódás során a jéghegyek alakja jelentősen megváltozik. Az eső mély völgyeket vág beléjük, a hullámok az oldalukat fogyasztják le, így távolból sokszor úgy tűnhet, hogy jéghegyek egy csoportja úszik a vízen, pedig az csak egyetlen óriási tábla-jéghegy, aminek a csúcsai szigetként állnak ki a vízből. A hajósok jól ismerik ezt az igen veszélyes jéghegy-formát, és a szárazdokk-jéghegy nevet adták neki.

## Parti jég
A tenger sós vízéből is képződik jég. A sós víz alacsonyabb hőmérsékleten (kb. -1,9 °C) fagy meg, és a víz hullámzó mozgása miatt a jég képződésének a feltételei is mások, mint a szárazföldi jég esetében, így a tengeri jegek formái is mások.
A parti jég élettartama több év is lehet, ebből egy egyéves ciklus nagyjából a következőképpen zajlik:
A tél kezdetén, márciusban és áprilisban indul meg a jégképződés a szabad vízfelületeken. A túlhűlt vízből jégkristályok válnak ki, és a tenger felszínén egy laza réteget alkotnak, ami vízzel át van itatva. Ezt nevezik kásajégnek. Ez egy rövid ideig tartó jelenség, mert a jégszemek fokozatosan rögös darabokká állnak össze, ezt a formát hívják rögös jégnek. A rögökből 0,5-2 méter átmérőjű jégtáblák keletkeznek, ami folyamatosan egymáshoz ütődnek és lassan körbeforognak, így a formájuk általában kör vagy ovális alakú. Éppen az alakjuk miatt kapták a palacsinta- vagy fánkjég elnevezést. Az összeverődésük során a peremeik a jégzúzaléktól felmagasodnak.
A valódi palacsintajég mindig frissen befagyó tengervízből keletkezik. A hamis palacsintajegek azonban nyár elején, a korábbi évekből származó, összetöredező jégmezőből is létrejöhetnek, aminek a darabjait a szél egymáshoz veri.
A palacsintajegek legnagyobb átmérője 4-5 méter. Tovább már nem nőhetnek, hanem ahogy fokozódik a hideg, összefagynak, és kialakul a parti jégmező. Ebbe már belefagynak a előző évekből származó kisebb-nagyobb jégtáblák és az elakadt fürdőző jéghegyek is. A tél előrehaladtával az összefüggő jégmező szélessége egyre nő, és a kontinens partjai előtt 20–50 km-es sávot alkot. A jég vastagsága 1-2 méter kezdetben, de a tenger jégkristályai tovább növelik a vastagságát és a ráhulló hó is újabb rétegeket alkot.
Nyáron, január és február hónapban éri a parti jégmezőt a legerősebb napsugárzás, ekkor a jégen hasadékok, repedések támadnak. Az erős szél több négyzetkilométernyi jégtáblát mozdít el a helyéről. A partoktól távolabb lévő jégmező még jobban feldarabolódik. Így keletkezik az a jég, amit pakkjégnek neveznek.
A szakirodalom megkülönböztet továbbá flójeget (vagy röviden csak flót), ami kisebb jégtáblákból áll, és felülről nézve olyan, mint egy mozaik. A tengerészek könnyű flóról beszélnek, ha a jég vastagsága csak 30–60 cm, az ennél vastagabb a nehéz fló. A fló típusú jég azonban inkább az Északi-sarkvidékre jellemző, mert az antarktiszi jégtáblák sokkal nagyobbak és vastagabbak, így rájuk inkább a pakkjég illik.
A pakkjégnek is vannak különféle formái. A pakkjég teljesen szabálytalan alakú jégtáblákból áll, amiket a szél egymásra csúsztathat, így 5-10 méter vastag torlódó jég is kialakulhat. A szorosan egymáshoz torlódva fekvő jeget hívják zárt pakkjégnek, míg a nyílt pakkjég esetében a táblák között szabad vízfelület is van. A pakkjég további sorsa a széljárástól függ. A kontinens belseje felől állandóan erős szél fúj. Ezek a szelek a táblákat kezdetben észak felé söprik, majd a nyugat felől fújó szelek északkelet-keleti irányba fújják őket. Így keletkezik az uszadékjég. A szél és a tengeráramlások ezt az uszadékjeget széles övezetben szétterítik az Antarktisz körül, ami nyáron 200-400 kilométeres gyűrűt alkot, de a téli kiterjedése elérheti a 800-1000 kilométert is. A parttól távolodva a jégtáblák megfogyatkoznak, majd elolvadnak.
A jégborítottság mérésére egy tízfokozatú skálát használnak, ahol 0 a teljesen jégmentes tenger, 5-ös fokozatnál a tenger felszínének 50%-át borítja uszadék(pakk)jég. A 10-es fokozat a teljesen összeálló, egymáshoz torlódó jeget jelenti. A zárt pakkjégnek a közönséges hajók elakadnak, ezek áttöréséhez jégtörők kellenek. Ma a jégtörők munkáját repülőgépek is segítik, amik a magasból felderítik a jégmezők közötti csatornákat.